# Gringo
« Gringo » redirige ici. Pour les autres significations, voir Gringo (homonymie).
Gringo est un mot espagnol utilisé en péninsule ibérique et en Amérique latine pour désigner les étrangers ; plus particulièrement, ce terme argotique péjoratif, est utilisé pour désigner un Américain,,, ou un anglophone,, ou un non-hispanique,.
Roger Axtell, un expert en bienséance de voyage, note que « le mot gringo n'est pas obligatoirement un mauvais mot. C'est un mot argotique mais il devient péjoratif selon son utilisation et son contexte ».
Le terme provient d'un mot espagnol désignant les Grecs : griego,. Certaines sources parlent d'une approximation phonétique de la chanson "Green Grow the Rushes-O", qui aurait été chantée par des mercenaires écossais pendant le siège de Fort Alamo. Cette étymologie supposée est mentionnée dans "El Gaucho" de Milo Manara et Hugo Pratt.
Une autre origine possible proviendrait de la guerre Americano-mexicaine : le terme gringo serait la contraction de "Green go home !", injonction adressée aux soldats américains les sommant de rentrer chez eux. Néanmoins, la couleur verte se trouvait sur les uniformes de l'armée mexicaine et non américaine.